# Фиджи на летних Олимпийских играх 1996
Фиджи принимали участие в Летних Олимпийских играх 1996 года в Атланте (США) в девятый раз за свою историю, но не завоевали ни одной медали. Сборную страны представляли 17 спортсменов (в том числе - 3 женщины), принимавшие участие в соревновавниях по дзюдо, лёгкой атлетике, парусному спорту, плаванию и тяжёлой атлетике.

## Дзюдо
Спортсменов — 1
Мужчины
| Спортсмен                  | Категория | 1/32               | 1/16                      | 1/8                  | 1/4                  | 1/2                  | 1-й доп. раунд       | Утешит. чет- вертьфинал | Утешит. по- луфинал  | За 3 место           | Финал                |
| Спортсмен                  | Категория | Соперник Результат | Соперник Результат        | Соперник Результат   | Соперник Результат   | Соперник Результат   | Соперник Результат   | Соперник Результат      | Соперник Результат   | Соперник Результат   | Соперник Результат   |
| -------------------------- | --------- | ------------------ | ------------------------- | -------------------- | -------------------- | -------------------- | -------------------- | ----------------------- | -------------------- | -------------------- | -------------------- |
| Наканиэли Такаява-Керавака | До 95 кг  | -                  | Сергей Шакимов пор. иппон | Закончил выступление | Закончил выступление | Закончил выступление | Закончил выступление | Закончил выступление    | Закончил выступление | Закончил выступление | Закончил выступление |

## Лёгкая атлетика
Спортсменов — 7
Мужчины
| Спортсмен                                                            | Вид              | Забег     | Забег | Четвертьфинал | Четвертьфинал | Полуфинал | Полуфинал | Финал     | Финал     |
| Спортсмен                                                            | Вид              | Результат | Место | Результат     | Место         | Результат | Место     | Результат | Место     |
| -------------------------------------------------------------------- | ---------------- | --------- | ----- | ------------- | ------------- | --------- | --------- | --------- | --------- |
| Джон Делэй                                                           | 100м             | 10,42     | 4     | Не прошёл     | Не прошёл     | Не прошёл | Не прошёл | Не прошёл | Не прошёл |
| Соломон Боле Джон Делэй Генри Рого Соловени Накаунисина              | Эстафета 4х100м  | 40,23     | 5     | Не прошли     | Не прошли     | Не прошли | Не прошли | Не прошли | Не прошли |
| Соловени Накаунисина Генри Рого Соломон Боле Исирели Найкелекелевеси | Эстафета 4х400м  | 3.10,67   | 6     | Не прошли     | Не прошли     | Не прошли | Не прошли | Не прошли | Не прошли |
| Джовеса Найвалу                                                      | 110м с барьерами | 14,23     | 6     | Не прошёл     | Не прошёл     | Не прошёл | Не прошёл | Не прошёл | Не прошёл |

Женщины
| Спортсмен      | Вид  | Забег     | Забег | Четвертьфинал | Четвертьфинал | Полуфинал | Полуфинал | Финал     | Финал     |
| Спортсмен      | Вид  | Результат | Место | Результат     | Место         | Результат | Место     | Результат | Место     |
| -------------- | ---- | --------- | ----- | ------------- | ------------- | --------- | --------- | --------- | --------- |
| Рэйчел Роджерс | 100м | 14,07     | 6     | Не прошла     | Не прошла     | Не прошла | Не прошла | Не прошла | Не прошла |

## Парусный спорт
Спортсменов — 6
Мужчины
| Спортсмен               | Класс          | Гонка | Гонка | Гонка | Гонка | Гонка | Гонка | Гонка | Гонка | Гонка | Гонка | Гонка | Результат | Место |
| Спортсмен               | Класс          | 1     | 2     | 3     | 4     | 5     | 6     | 7     | 8     | 9     | 10    | 11    | Результат | Место |
| ----------------------- | -------------- | ----- | ----- | ----- | ----- | ----- | ----- | ----- | ----- | ----- | ----- | ----- | --------- | ----- |
| Джеффри Тейлор          | Финн           | 29    | 31    | 29    | 30    | dnf   | 31    | 30    | 24    | 30    | 30    | -     | 233       | 31    |
| Тико Крофут             | Лазер          | 48    | 49    | 54    | dnf   | 53    | dnf   | pms   | 51    | 53    | 54    | 44    | 463       | 54    |
| Шэйн Броди Энджюс Пэтти | Торнадо        | 18    | 17    | 15    | 18    | 16    | 15    | 18    | 18    | 15    | 18    | 15    | 147       | 18    |
| Энтони Филп             | Парусная доска | 9     | 13    | 7     | 11    | pms   | 14    | 25    | 16    | 25    | -     | -     | 85        | 14    |

Женщины
| Спортсмен      | Класс  | Гонка | Гонка | Гонка | Гонка | Гонка | Гонка | Гонка | Гонка | Гонка | Гонка | Гонка | Результат | Место |
| Спортсмен      | Класс  | 1     | 2     | 3     | 4     | 5     | 6     | 7     | 8     | 9     | 10    | 11    | Результат | Место |
| -------------- | ------ | ----- | ----- | ----- | ----- | ----- | ----- | ----- | ----- | ----- | ----- | ----- | --------- | ----- |
| Роберта Леппер | Европа | 27    | 28    | 28    | 25    | 28    | 25    | 28    | 28    | 27    | 28    | dns   | 244       | 28    |

## Плавание
Спортсменов — 2
Мужчины
| Спортсмен    | Вид                | Заплыв    | Заплыв | Финал     | Финал     |
| Спортсмен    | Вид                | Результат | Место  | Результат | Место     |
| ------------ | ------------------ | --------- | ------ | --------- | --------- |
| Карл Проберт | 200м вольный стиль | 1.56,33   | 33     | Не прошёл | Не прошёл |

Женщины
| Спортсмен        | Вид                | Заплыв    | Заплыв | Финал     | Финал     |
| Спортсмен        | Вид                | Результат | Место  | Результат | Место     |
| ---------------- | ------------------ | --------- | ------ | --------- | --------- |
| Кэролин Пикеринг | 100м вольный стиль | 1.00,51   | 47     | Не прошла | Не прошла |

## Тяжёлая атлетика
Спортсменов — 1
| Спортсмен    | Категория | Масса | Рывок | Рывок | Рывок | Толчок | Толчок | Толчок | Всего | Место |
| Спортсмен    | Категория | Масса | 1     | 2     | 3     | 1      | 2      | 3      | Всего | Место |
| ------------ | --------- | ----- | ----- | ----- | ----- | ------ | ------ | ------ | ----- | ----- |
| Рупени Вареа | 83 кг     | 81,01 | 115   | 115   | 122.5 | 150    | 160    | 160    | 265   | 17    |